# Комсомольский (Караидельский район)
Комсомо́льский (баш. Комсомол) — село в Караидельском районе Башкортостана, входит в состав Караярского сельсовета.

## Географическое положение
Село расположено в каньоне в нижнем течении реки Большая Бердяшка, на расстоянии 7 км к востоку от села Караяр, 20 км к юго-востоку от села Караидель и 115 км к северо-востоку от города Уфа. Имеется подъездная дорога от села Абдуллино (на автодороге Караидель — Красная Горка).

## Население
| 2002 | 2009 | 2010 |
| ---- | ---- | ---- |
| 549  | ↘530 | ↘491 |

### Национальный состав
Согласно переписи 2002 года, преобладающая национальность — башкиры (71 %).